# Ай Уейуей
В това китайско име фамилията Ай стои отпред.
Ай Уейуей (на китайски: 艾未未; на пинин: Ài Wèiwèi) е китайски художник, скулптор и общественик.

## Биография
Роден е на 28 август 1957 г. в Пекин в семейството на поета Ай Цин, изпратен в изгнание в края на 50-те години, а произведенията му остават непубликувани до реабилитацията му през 1978 г. В продължение на шестнадесет години работата на Ай Цин била да почиства обществените тоалетни в селото.
Ай Уейуей прекарва цялото си денство и юношество в Синдзян-уйгурски автономен регион. През 1978 г. започва да следва анимация в Пекинската филмова академия, а през 1980 г. става един от основателиите на авангардистката арт група „Звезди“.
През 1981 г. емигрира в САЩ, страхувайки се от преследвания от властите. През 1982 г. започва да следва в нюйоркското училище по дизайн „Парсънс“ (на английски: Parsons School of Design) (част от университета на английски: The New School). От 1981 до 1993 г. живее в САЩ, основно в Ню Йорк. Най-силно влияние още през този период му оказват попартът и концептуализмът.
През 1993 г. се завръща в Китай поради влошаване на здравословното състояние на баща му. Издава три книги за своето поколение китайски авангардни творци: Черна книга (1994), Бяла книга (1995) и Сива книга (1997).
След връщането си в Китай придобива широка известност с експерименталните си скулптори и инсталации, изработва дизайна на Пекинския национален стадион.
Участва активно в обществени кампании, сред които тази за популяризирането на лошокачественото строителство на училища, довело до смъртта на множество деца по време на Съчуанското земетресение през 2008 г.

## Галерия
- Инсталация „Template“, Documenta 12, Касел, 2007
- Инсталация „Дървета“, Кеймбридж, 2010
- Изложба „Слънчогледови семена“, Тейт Модърн, Лондон, 2011
- Изложба „Слънчогледови семена“, Тейт Модърн, Лондон, 2011
- „Serpentine Gallery Pavilion“, Лондон, 2012
- Инсталация „BANG“, Венеция, 2013
- Париж, 2015
- Инсталация върху „Палацо Строци“, Флоренция, 2016
- Изложба „translocation – transformation“ (спасителни пояси и знаци от китайския зодиак), Виена, 2016
- Изложба „translocation – transformation“ (спасителни пояси и знаци от китайския зодиак), Виена, 2016

## За него
- Ai Weiwei: Under Construction.   Sydney, University of New South Wales Press, April 2009. ISBN 978-1-921410-73-4.
- Smith, Karen, Obrist, Hans Ulrich, Fibicher, Bernard. Ai Weiwei.   Phaidon Press, 2 април 2009. ISBN 978-0-714848-89-1.
- Spalding, David. @large: Ai Weiwei on Alcatraz, 2014
- Tinari, Philip, Merewether, Charles. Ai Weiwei: Works 2004–2007.   JRP|Ringier, 2 август 2008. ISBN 978-3-905829-27-3.
- Ai, Weiwei. Ai Weiwei: Fragments Beijing 2006.   Timezone 8, 2 април 2007. ISBN 978-988-99015-3-0.
- Ai, Weiwei; Anthony Pins. Ai Weiwei: Spatial Matters: Art Architecture and Activism, 2014